# Vortragender Rat
Der Titel Vortragender Rat ist eine historische Rangstufe einer Verwaltung, die sich bis heute in Amtsbezeichnungen erhalten hat.
Der Zusatz „Vortragender“ bezeichnete die Stufe, ab der der Beamte das Recht hatte, beim König bzw. Kaiser persönlich vorzusprechen; siehe auch Geheimer Rat.
Von ähnlicher Herkunft ist der Referent, heute im Referat: Man hatte über bestimmte Themen oder Entwicklungen dem Souverän regelmäßig Bericht zu erstatten.
Heute findet sich der Ausdruck als Beförderungsstufe noch beim Legationsrat, während er früher in allen Ministerien verwendet wurde.